# Жатва (картина Серебряковой)
«Жа́тва» — картина русской художницы Зинаиды Серебряковой (1884—1967), написанная в 1915 году. Принадлежит Одесскому художественному музею (инв. Ж-518). Размер картины — 142 × 177 см. На полотне на фоне спокойного пейзажа с жёлтыми и зелёными полями изображены четыре крестьянские девушки, две из которых стоят, а ещё две присели и готовят еду.
Серебрякова начала работу над этюдами для будущего полотна летом 1914 года в семейном имении Нескучное, расположенном в Курской губернии. Существовал по крайней мере один «большой» предварительный вариант картины, от которого остались только фрагменты. Окончательная версия полотна, под названием «Крестьянки в поле», была представлена в 1916 году на выставке объединения «Мир искусства», проходившей в Петрограде.
По мнению искусствоведа Алексея Савинова, картина «Жатва» является «одним из наиболее значительных произведений как Серебряковой, так и вообще русской живописи предреволюционных лет», и она роднится не только с «крестьянскими жанрами» Алексея Венецианова, но и с итальянскими картинами и фресками XV века. По словам искусствоведа Валентины Князевой, в полотне «Жатва» Серебрякова «восславила величие русской женщины, воспела созидание и мир», и «в этой устремлённости к совершенному, идеальному проявилось высокое, поэтическое отношение художницы к жизни, вера в силу родного народа и его будущее».

## История

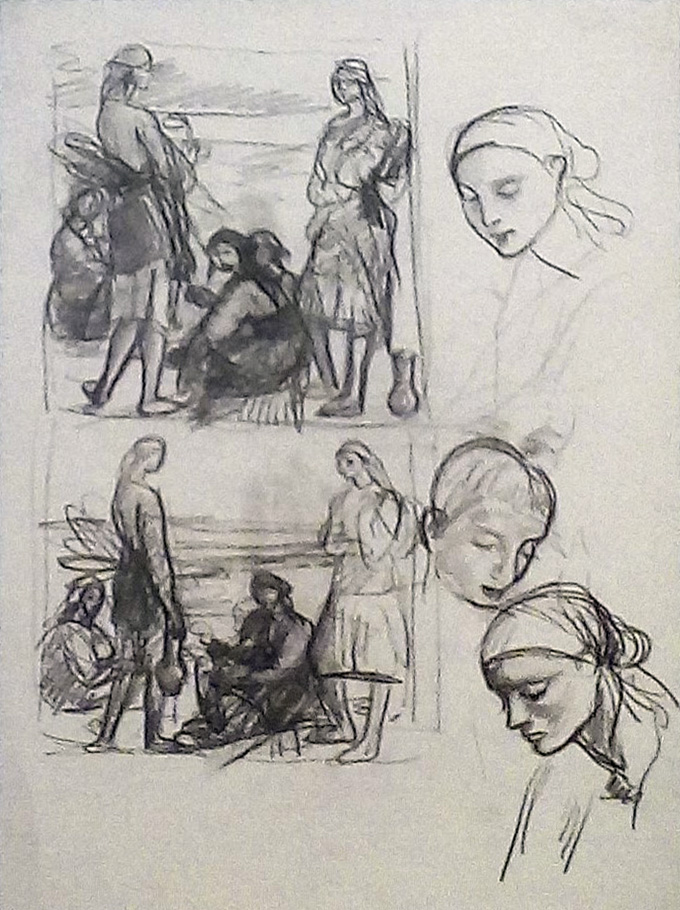
Жатва (графический эскиз, 1910-е, ГМИИ)

В мае и июне 1914 года Зинаида Серебрякова совершила поездку в Северную Италию, посетив также Германию и Швейцарию. В связи с началом Первой мировой войны она была вынуждена сократить срок своей поездки и вернуться в Россию. Возвратившись в семейное имение Нескучное, которое располагалось рядом с одноимённым селом Курской губернии (ныне в составе Харьковской области), Серебрякова начала работать над этюдами и картинами с изображениями крестьян. Конечной целью этой работы было создание полотна, «в котором обычное, повседневное раскрылось бы как возвышенное, в котором образы крестьян стали бы носителями общечеловеческих идеалов».
Работа над картиной, впоследствии получившей название «Жатва», заняла около двух лет. Многие материалы, связанные с созданием полотна, не сохранились — они сгорели во время пожара в Нескучном в 1918 году. Известно, что существовал вполне законченный «большой» вариант будущей картины, который позже был уничтожен художницей, так что остались только его фрагменты. Кроме этого, на основании одной из сохранившихся фотографий, запечатлевших работу Серебряковой, предполагают, что был ещё один, полузаконченный вариант меньшего размера. По словам искусствоведа Валентины Князевой, «Серебрякова часто была не удовлетворена тем, что делала, и безжалостно уничтожала свои работы, предварительно вырезав из них понравившиеся ей куски».
Окончательная версия картины, под названием «Крестьянки в поле», была впервые представлена публике в 1916 году на проходившей в Петрограде выставке объединения «Мир искусства», причём вместе с основным полотном также экспонировался неоконченный вариант того же произведения. Нынешнее название «Жатва» впервые появилось в работе искусствоведа Сергея Эрнста — автора первой монографии о Серебряковой, опубликованной в 1922 году. По мнению исследовательницы творчества Серебряковой Валентины Князевой, изначальное авторское название «Крестьянки в поле» более точно соответствует содержанию произведения.
Полотно поступило в Одесский художественный музей из Одесского музейного фонда. Оно экспонировалось на ряде выставок, в том числе на выставке картин Общества независимых художников (Одесса, 1919), выставке картин Одесского музейного фонда (Одесса, 1926), а также на персональной выставке Зинаиды Серебряковой, проходившей в 1965 году в Государственном Русском музее в Ленинграде. Зал Одесского художественного музея, в котором экспонируются «Жатва» и другие произведения Зинаиды Серебряковой, получил название «Серебряковского зала».

## Описание
Судя по первоначальным этюдам и наброскам, сначала Серебрякова собиралась изобразить активную работу нескольких жнецов. Позже она решила написать нескольких крестьянских девушек в момент отдыха. В частности, сыграл свою роль недостаток мужчин, многие из которых были призваны в армию. В окончательном варианте на картине изображены четыре девушки, две из которых стоят, а ещё две присели и готовят еду. Всё это изображено на фоне спокойного пейзажа с жёлтыми и зелёными полями. Линия горизонта находится довольно высоко. Вдали, среди деревьев, видны купола сельской церкви.
Фрагменты картины «Жатва» — крестьянские девушки
Статные фигуры крестьянок, изображённые на фоне жёлтых полей и голубого неба с белыми облаками, одновременно производят и монументальное, и лирическое впечатление — фигуры девушек расставлены ритмично, как в танце, многофигурная композиция «ритмически чётко организована и колористически строго продумана». Красные, синие и белые цвета в одеждах крестьянок создают контраст с золотисто-жёлтыми цветами полей и соломы. В лицах девушек можно узнать портретные черты крестьянок из Нескучного, которые были моделями для ряда других картин Серебряковой, — Марфы Воронкиной (присевшая с кринкой молока), Анны Чуркиной (стоя́щая с граблями), Марины Безбородовой (сидящая и режущая хлеб) и Кати Воронкиной (стоя́щая с бочонком).

## Этюды и фрагменты
В Государственном Русском музее хранятся два живописных этюда для картины «Жатва»: «Обувающаяся крестьянка» (холст, масло, 82 × 98 см, 1915, инв. Ж-6627, поступил в 1957 году из коллекции О. И. Рыбаковой) и «Крестьянская девушка Поля» (холст, масло, 55,3 × 43 см, 1915, инв. Ж-1769, поступил в 1921 году из Общества поощрения художеств). На обоих этюдах изображена одна и та же модель — крестьянка Пелагея Ивановна Молчанова с хутора Молчанова. Кроме этого, ряд этюдов, эскизов и рисунков к картине «Жатва» хранится в других музеях и частных собраниях. В частности, известен этюд «Сидящая крестьянка с горшком» (темпера, 1915), который, по данным на 1979 год, находился в ленинградском собрании наследников С. Н. Валка. Моделью для сидящей крестьянки была Марфа Воронкина.
Этюды для картины «Жатва»
В Государственном Русском музее также хранятся два фрагмента ранних вариантов картины «Жатва», одновременно служивших этюдами при написании окончательной версии полотна. Один из них — «Крестьяне», или «Крестьяне. Обед» (холст, масло, 123,5 × 98 см или 124 × 98,3 см, 1914, инв. Ж-4362), — поступил в 1920 году из собрания А. А. Коровина, другой — «Две крестьянские девушки», или «Две крестьянки» (холст, масло, 153,5 × 62,2 см, около 1915, инв. Ж-6422), — поступил в 1956 году из коллекции Б. А. Бланкштейна. Моделью для мужчины, отрезающего хлеб, послужил плотник Игнат Голубев. По одним предположениям, эти фрагменты являются частями двух разных вариантов картины, по другим — одного и того же варианта высотой 153,5 см, причём «Крестьяне» находились в его левой части, а «Две крестьянские девушки» — в правой.
В Нижегородском государственном художественном музее хранится ещё один фрагмент одного из несохранившихся вариантов картины «Жатва» — «Крестьянка с квасником» (холст, масло, 86,9 × 71,5 см, 1914, инв. Ж-1420), также известный как «Пелагея Молчанова» или «Поля Молчанова с боклухом». На обратной стороне холста написано: «З. Серебрякова. Этюд крестьянки в поле». Произведение поступило в музей в 1973 году из ленинградского собрания Н. Н. Лансере. Валентина Князева высказывала предположение, что именно этот фрагмент, а не «Две крестьянские девушки», представлял собой правую часть полотна, в левой части которого находились «Крестьяне».
Фрагменты ранних вариантов картины «Жатва»

## Отзывы
Искусствовед Сергей Эрнст отмечал, что картина «Жатва» должна была «подвести итог многим назревшим стремлениям» художницы. Эрнст писал, что «глубокий мир, отдохновенный и гармоничный, движет всё на этой картине» — и облачное небо над золотистым полем, и разноцветные одежды крестьянок, «и все линии их движений, и, даже, самую живопись, внимательную, живую и, при завершённости своей, прозрачную». По мнению Эрнста, в «истории новой русской живописи» картина «Жатва» была «первым вестником обращения к той благороднейшей и спасительной традиции», которая была заложена в первой половине XIX века Алексеем Венециановым.
Искусствовед Алексей Савинов писал, что картина «Жатва» бесспорно является «одним из наиболее значительных произведений как Серебряковой, так и вообще русской живописи предреволюционных лет». По его словам, «„Жатва“ основана на славных традициях классического искусства», и она роднится не только с «крестьянскими жанрами» Венецианова, но и с произведениями итальянского кватроченто — картинами и фресками XV века.
По словам искусствоведа Елены Петиновой, после возвращения из Италии Серебрякова создала «самые значительные свои произведения — картины „Жатва“ (1915) и „Беление холста“ (1917), где национальное содержание нашло органичное выражение в монументальности общего решения, классическом построении композиций и трактовке форм». Отмечая значительную роль пейзажа в картине «Жатва», Петинова писала, что у Серебряковой он «претворён в некий вневременной монументальный образ Земли, возделанной человеком».
Искусствовед Валентина Князева в монографии о Серебряковой отмечала, что «в картине „Жатва“ всё кажется простым, земным, естественным». По словам Князевой, создавая своё произведение в разгар Первой мировой войны, «Серебрякова восславила величие русской женщины, воспела созидание и мир», и «в этой устремлённости к совершенному, идеальному проявилось высокое, поэтическое отношение художницы к жизни, вера в силу родного народа и его будущее».